# Илесхајм
Илесхајм (њем. Illesheim) општина је у њемачкој савезној држави Баварска. Једно је од 38 општинских средишта округа Нојштат ан дер Ајш-Бад Виндсхајм. Према процјени из 2010. у општини је живјело 906 становника. Посједује регионалну шифру (AGS) 9575133.

## Географски и демографски подаци
Илесхајм се налази у савезној држави Баварска у округу Нојштат ан дер Ајш-Бад Виндсхајм. Општина се налази на надморској висини од 321 метра. Површина општине износи 21,4 km². У самом мјесту је, према процјени из 2010. године, живјело 906 становника. Просјечна густина становништва износи 42 становника/km².